# Suragina
Suragina is een vliegengeslacht uit de familie van de waterdazen (Athericidae).

## Soorten
- S. apollinis (Lindner, 1923)
- S. concinna (Williston, 1901)